# Гремучие Ключи
Гремучие ключи (Нижне-Кошелевские парогидротермы) — парогидротермальные источники на Камчатке, около вулкана Кошелева,
Находятся в продолговатой котловине, с площадью дна 300 х 100 метров и глубиной до 15 метров. Вокруг многочисленны каменные глыбы. Грунт сильно нагревается и очень зыбкий, кругом вырываются многочисленные струи пара, в углублениях часты грязевые котлы с пузырящейся глинистой массой. В самом низу термальной площадки расположено небольшое озеро длиной около 20 метров, которое является источником сильнейшего парообразования.
В довоенные годы деятельность источников была сильнее, но из-за, предположительно, обвала уровень деятельности понизился. Однако название Гремучие ключи так за ними и закрепилось.
В настоящее время находятся на территории Южно-Камчатского федерального заказника, внесённого в 1996 году в список Всемирного природного и культурного наследия ЮНЕСКО в номинации «Вулканы Камчатки».
Высокая активность и сравнительно лёгкая доступность источников позволили начать здесь разведочное бурение. Была построена дорога, установлен временный посёлок. В результате разведки были сделаны выводы, что запасы подземного тепла смогут обеспечивать работу мощной электростанции. В то время вулканологи дали название ключам — Нижне-Кошелевские парогидротермы. На данный момент разведочные работы закончены, геологов нет.
Естественная общая мощность — приблизительно 75 000 килокалорий в секунду, что в два раза меньше Верхне-Кошелевских парогидротерм, но в суммарной с ними мощности одинакова с такими крупным гидротермальными образованиями, как Долина гейзеров или кальдера Узона.
Из термальной площадки берет исток небольшая безымянная речка.